# Yotsapon Teangdar
Yotsapon Teangdar (thailändisch ยศพล เทียงดาห์, * 6. April 1992 in Surin), auch als Toey (thailändisch เต้ย) bekannt, ist ein ehemaliger thailändischer Fußballspieler.

## Karriere

### Spieler
Yotsapon Teangdar erlernte das Fußballspielen in der Jugendmannschaft des Erstligisten Buriram United in Buriram. Hier unterschrieb er 2012 auch seinen ersten Profivertrag. 2016 wechselte er kurzfristig zum Khon Kaen United FC nach Khon Kaen. 2017 kehrte er wieder zu Buriran United zurück. Bisher stand er dreimal als Torwart in der ersten Liga, der Thai League, im Tor. Zur Saison 2021/22 wurde er an seinen ehemaligen Verein Khon Kaen United ausgeliehen. Khon Kaen stieg Ende der Saison 2020/21 in die erste Liga auf. Nach guten Leistungen wurde der Leihvertrag im Juni 2022 um ein Jahr verlängert. Für Khon Kaen stand er 25-mal zwischen den Pfosten. Nach der Ausleihe kehrte er nach Buriram zurück. Im Januar 2023 wechselte er abermals auf Leihbasis zum Zweitligisten Ayutthaya United FC. Für Ayutthaya stand er in der Rückrunde dreimal zwischen den Pfosten. Ende Mai 2023 kehrte er nach Buriram zurück. Im Januar 2024 wurde er für den Rest der Saison vom Erstligisten Police Tero FC ausgeliehen. Am Ende der Saison 2023/24 musste er mit Police Tero den Weg in die zweite Liga antreten. Für den Verein bestritt er acht Ligaspiele. Nach der Ausleihe kehrte er nach Buriram zurück und beendete seine Karriere als Fußballspieler.

### Trainer
Im Sommer 2024 übernahm er bei seinem ehemaligen Verein Buriram United das Amt des Torwarttrainers.

## Erfolge
Buriram United
- Thailändischer Meister: 2013, 2014, 2015, 2017, 2018
- Thailändischer Vizemeister: 2019, 2020/21
- Thailändischer Pokalsieger: 2013, 2015
- Thailändischer Pokalfinalist: 2018
- Thailändischer Ligapokalsieger: 2013, 2015
- Thailändischer Ligapokalfinalist: 2014, 2019
- Thailändischer-Champions-Cup-Sieger: 2019
- Kor-Royal-Cup-Sieger: 2014, 2016